# Tineke de Veer

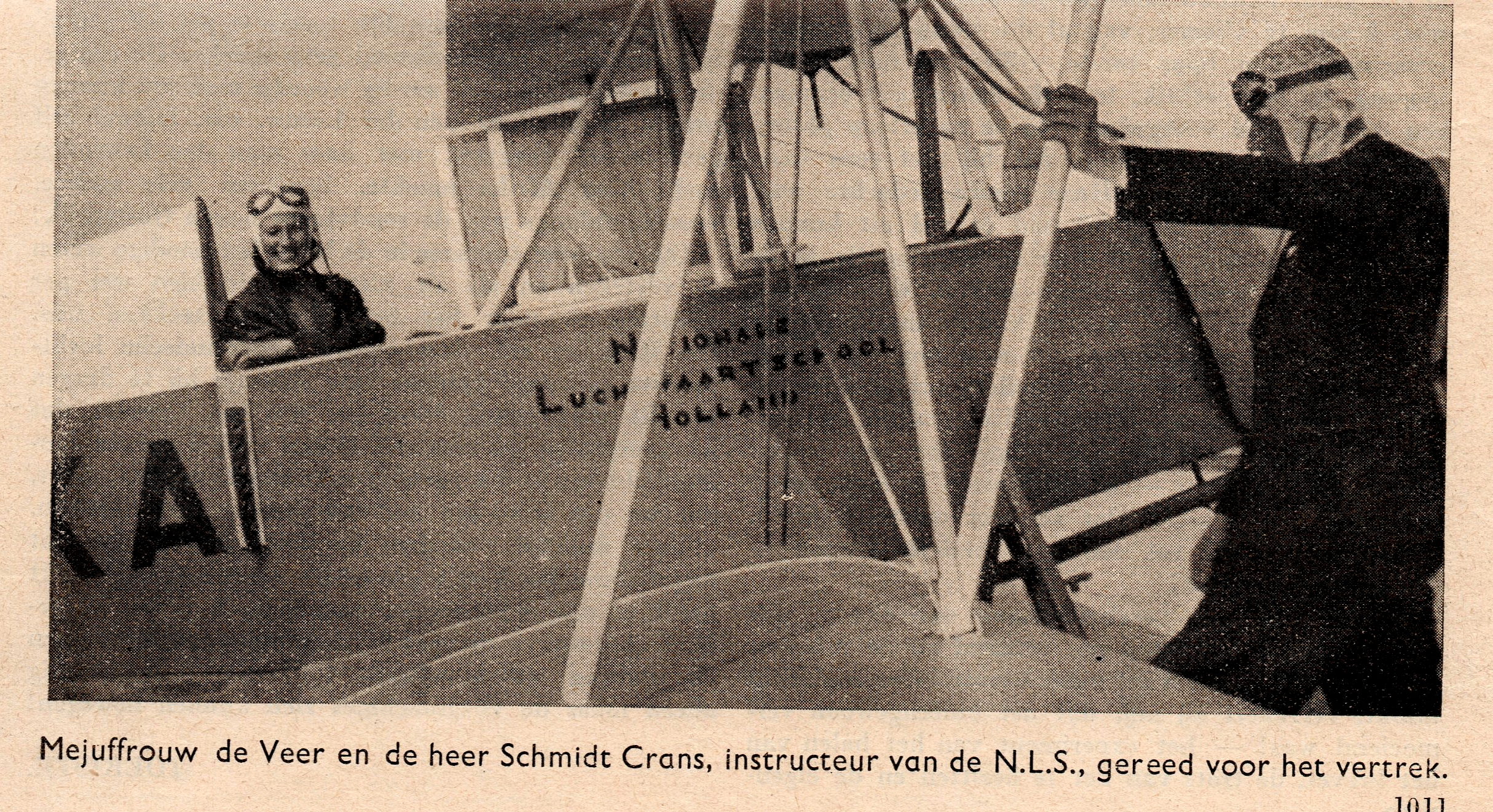

Tineke de Veer (Nieuw-Helvoet, 14 maart 1915 – Groningen, 26 maart 1989) was in 1934 de jongste vrouwelijke sportvliegenier van Nederland.

## Levensloop
Zij behaalde haar vliegbrevet-A op 2 september 1934 en was daarmee de vierde vrouwelijke piloot in de Nederlandse geschiedenis. Tineke werd op 14 maart 1915 geboren in Nieuw Helvoet, als dochter van marineofficier Emilie Th. de Veer (1883-1937) en Albertina A. de Veer – van West (1984-1964). Zij groeide op in Den Haag, waar haar vader in 1920 benoemd werd tot eerste directeur van het nieuw opgerichte Bureau Luchtvaart van het Ministerie van Waterstaat, de voorloper van de Luchtvaartdienst, later de Rijksluchtvaartdienst. Tineke werd in de familiekring van jongs af Tienk genoemd, deze roepnaam heeft zij de rest van haar leven gehouden.
Op 18-jarige leeftijd kreeg De Veer vliegles op de Nationale Luchtvaartschool te Waalhaven, het eerste burgerstation van de Nederlandse luchtvaart. Haar instructeur was Hein M. Schmidt Crans. In het Haagse dagblad ‘Het Vaderland’, werd ze als pilote in 1934 op de voorpagina bezongen in een gedicht De Smeltkroes. Op uitnodiging van de Koninklijke Nederlandse Vereniging voor Luchtvaart (KNVvL) hield De Veer in die tijd lezingen over de vliegsport in het land.
Tineke de Veer ontmoette op Waalhaven Carel C. Steensma, volontair bij de KLM die aldaar op 26 januari 1934 bij dezelfde instructeur zijn vliegbrevet A had gehaald. Steenma trad vervolgens in dienst van de Militaire Luchtvaart en werd opgeleid tot jachtvlieger. Ze hebben zich op 21 september 1935 verloofd, twee dagen later maakte Carel een vlucht met een Fokker D.16 in formatie. Tijdens die vlucht raakte zijn toestel zodanig beschadigd dat hij het neerstortende toestel per parachute moest verlaten. Met die sprong was Carel Steensma de eerste vlieger in de geschiedenis van de militaire luchtvaart die zijn leven had gered met een parachutesprong. Op 29 mei 1937 werd in Den Haag het huwelijk tussen sportvliegster Tineke de Veer en KLM-piloot Carel Steensma gesloten.